# Spider-Man: Toxic City
Spider-Man: Toxic City es un videojuego de acción de 2009 desarrollado por Gameloft Inc. y publicado por Gameloft, y está basado en los cómics de Ultimate Spider-Man ambientados dentro del universo Ultimate. Fue diseñado y lanzado para teléfonos Android, BlackBerry, Windows Phone y J2ME.

## Jugabilidad
Hay un total de 13 misiones en las que hay 4 etapas de bonificación. En el juego hay muchos objetos de colección, como arañas doradas (para aumentar el poder, la salud, el medidor de resistencia) y el corazón dorado (para llenar la salud). Además, hay colecciones de cómics durante el juego. También hay una selección de trajes para  Spider-Man, en la que puede jugar tanto con su traje original como con su traje negro. Sin embargo, solo es exclusivo en la versión de Java. Las versiones de Android del juego no tienen la selección de trajes.

## Trama
En Oscorp, el Duende Verde mantiene rehenes a través de un procedimiento genético dentro de un laboratorio, y afirma que "deberían estar orgullosos de pasar por el siguiente nivel de evolución" mientras el grupo muta en criaturas llamadas Goblonitas. Más tarde, se ve a Spider-Man abriéndose camino a través de Manhattan y le devuelve un bolso robado a una mujer, quien le agradece golpeando a Spider-Man con él. Spider-Man luego ve a un escuadrón de autos de policía dirigiéndose hacia una conmoción cercana y comienza a abrirse paso entre los gánsteres y se queja de lo tarde que es para su cita con Mary Jane Watson hasta que se encuentra frente a Shocker que está enojado porque en todo el caos Spider-Man tuvo que encontrarse con él. Después de que Shocker es derrotado, Spider-Man le pregunta de qué se trata toda la conmoción y Shocker responde diciendo que se aprovechó del caos de otra persona. Después de luchar contra algunos gánsteres más, se encuentra con Rhino en el que responde: "¡Rhino! Bueno, ¿por qué no? No es como si tuviera algo importante que hacer hoy..." Después Spider-Man golpea a Rhino, dice que es muy tarde y cree que puede decirle a MJ que es temprano para su próxima cita. Cuando Peter sale de la escuela, habla con MJ, que está enojado con él y se va con Peter preguntándose qué hará. De repente ve a Goblonites y comienza a abrirse camino hasta que ve al Duende Verde, que se burla de Peter por llegar tarde al baile. Peter le pregunta qué está haciendo fuera de la prisión, y el Duende Verde responde que debería estar preguntando quién estalló con él y se refiere a los Goblonitas como "los miembros más nuevos de la familia". Peter se burla de él por su apariencia y el Duende Verde lanza a Peter a través de la pared de la escuela a la que él sigue y le dice a Peter que esta es su última oportunidad de unirse a él y él salta y Peter comienza a perseguirlo luchando para abrirse camino a través de los goblonitas. Cuando Peter se encuentra de nuevo con el Goblin, lo lanza de vuelta a la escuela a través del techo. Peter continúa abriéndose camino a través de los Goblonitas hasta que llega al Duende Verde y comienza a luchar contra él. El Duende Verde confirma que los Goblonitas son la primera de sus creaciones de superhumanos. Peter los clasifica como subhumanos en lugar de superhumanos y continúa luchando contra el Duende Verde. Antes de que Peter pueda acabar con el Duende Verde, huye, pero no antes de decirle a Peter que no puede huir de su destino mientras Peter se pregunta quién más se escapó con el Duende Verde.